# Thanh Hóa
Thanh Hóa je město ležící na východě provincie Thanh Hoa v severním Vietnamu. Nachází se na řece Ma přibližně 150 kilometrů jižně od Hanoje, hlavního města země. Kromě toho leží 1560 kilometrů severně od Ho Či Minova Města. V roce 2024 zde žilo přibližně 850 tisíc obyvatel. Město leží v oblasti s vlhkým subtropickým podnebím.